# John Bigelow

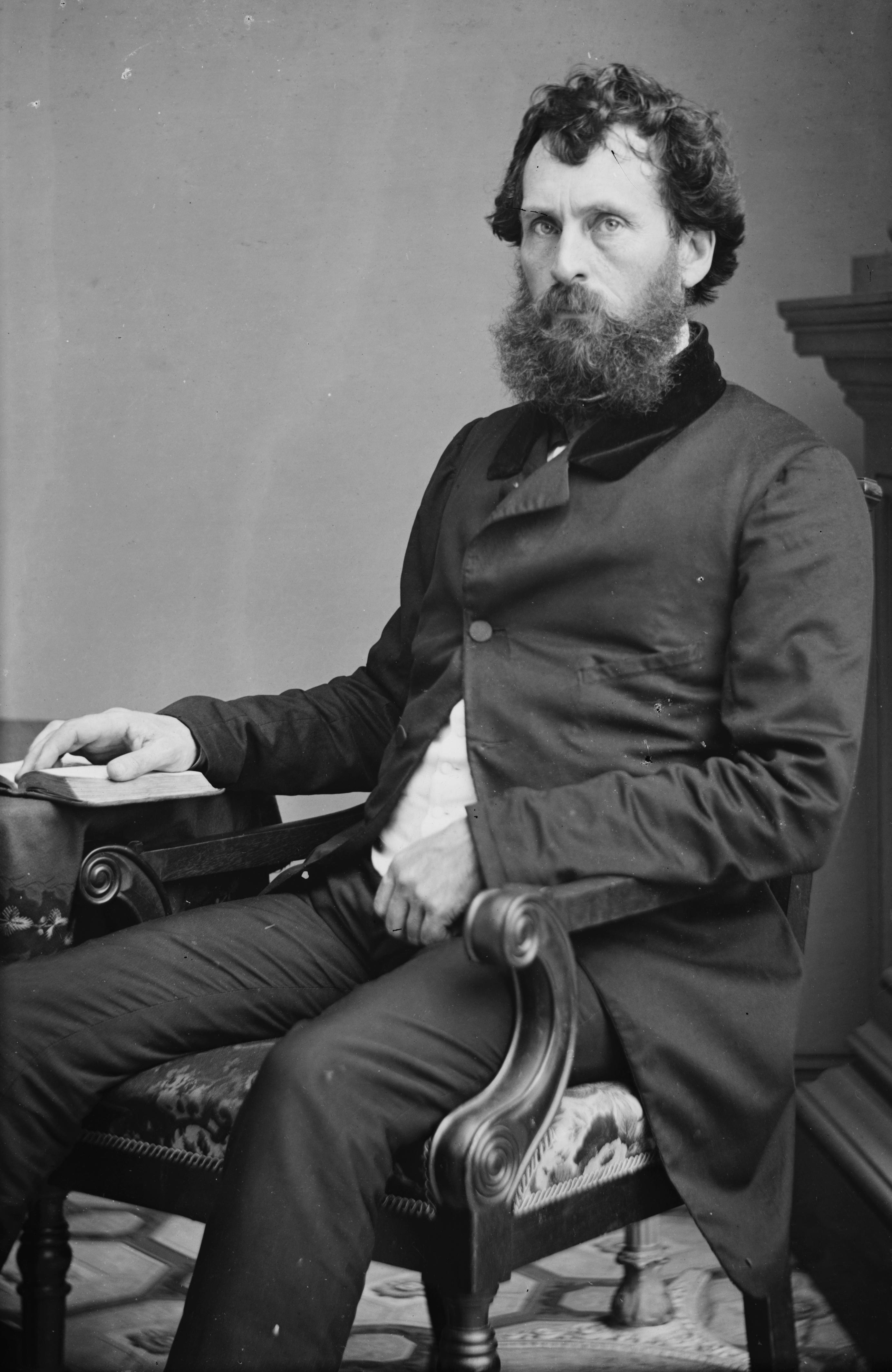
John Bigelow.

John Bigelow, född 25 november 1817, död 19 december 1911, var en nordamerikansk publicist och diplomat. Han var far till Poultney Bigelow.
Bigelow blev 1861 konsul och var 1865-66 sändebud i Paris, och har bland annat författat Life of G. Ch. Frémont (1856), Les Ètats-Unis d'Amérique en 1863 (1863), France and the confederate navy 1862-68 (1888), W. C. Bryant (1890), samt Life of S. J. Tilden (2 band, 1895). Bigelow utgav även Benjamin Franklins och Samuel J. Tildens arbeten.